# 2023年刘易斯顿枪击案
2023年10月25日，美国缅因州刘易斯顿两处地点发生大规模枪击事件，造成19人死亡，13人受伤。第一起枪击案发生在一家保龄球馆的青年联赛活动，几分钟后一家餐馆发生第二起枪击案。安德羅斯科金縣警长办公室公布嫌疑人照片，嫌疑人为美国陆军预备役军人罗伯特·卡德（Robert Card）。10月26日，警方以八项谋杀罪名向嫌疑人发出了逮捕令。
10月27日，经过两天的搜捕，嫌疑人卡德被发现在缅因州里斯本镇一处回收中心附近的林区吞枪自杀。此次事件为缅因州历史上死伤最严重的群体枪击案。

## 事发经过

### 案发现场
事件起始于一家名为Just-In-Time Recreation的保龄球馆北美东部时间下午6:56左右，第一起911报警电话被拨出，一名当时在保龄球馆里背对着门的目击者表示，听到疑似气球爆裂的声响，但一转身就看到了枪手。他往保龄球道跑后爬到球瓶区的后面躲了起来。另一位目击者称，她的父亲把全家挪到一个角落里，然后她躺在女儿身上，其母则躺在她身上。该地点共计7人死亡。
下午7:08，距离球馆往南6.4公里的Schemengees酒吧和烧烤餐厅发生第二起枪击事件。有居民报告称，在枪击案发生附近的沃尔玛配送中心听到了了枪声，但沃尔玛表示，其配送中心并未发生枪击事件。
安德罗斯科金县警长办公室和缅因州警察局于晚上8:00左右向居民发出警报称有活跃枪击者。警长办公室公布了枪手使用“大威力突击步枪”的图像。
缅因州中央医疗中心开始与当地医院协调接治受害者。多名受害者被送往缅因州医疗中心。

### 追捕过程
枪击事件发生后不久，卡德的车被发现遗弃在安德罗斯科金河沿岸的一个游艇码头。联邦调查局和酒精、烟草、火器及爆炸物管理局将为地方当局的调查和追捕提供协助。
枪击事件发生后，路易斯顿发布就地避难令，学校进入封锁状态。奥本随后也发布了就地避难令，并下令商家进入封锁状态。警方在卡德寓所发现他写给儿子的自杀遗书。10月26日，缅因州中部社区学院、路易斯顿公立学校学区的学校和贝茨学院的课程被取消，方圆50英里内的几个学区宣布停课。10月26日，原地避难警告扩大到至鲍登学院。贝茨学院也推迟了原定于10月27日举行的校长就职典礼，直至另行通知。
10月26日，缅因州警方和州长珍妮特·米尔斯（Janet Mills）确认受害者人数，并宣布已对嫌疑人发出逮捕令，嫌疑人将面临八项谋杀指控。
10月27日，缅因州公共安全专员迈克尔·绍舒克（Michael Sauschuck）表示，警方将会派出潜水小组和使用声纳遥控潜水器，与空中支援和地面小组合作，在发现车辆的地点附近搜索水下活动。值得注意的是，绍舒克表示他们并不确定嫌犯的逃跑方式，也不确定嫌犯在是否水里。
10月27日傍晚，枪手卡德被发现在缅因州里斯本靠近安德罗斯科金河的一家回收中心吞枪自杀，他在案发前不久被这家回收中心开除。警方同時解除「就地避難令」。

## 受害者
此次事件共造成19人死亡（含枪手），13人受伤。其中7人死于保龄球馆，8人死于Schemengees酒吧与烧烤餐厅，3人就医后不治身亡。受害者的年龄从14岁到76岁不等，其姓名同年龄于10月27日公布。

## 兇手
凶手为40岁的罗伯特·卡德二世（Robert R. Card II，1983年4月4日—2023年10月27日），长期居住在缅因州鲍登市。.警方于10月25日确认其身份，并将他列为嫌疑人，第二天又将他列为嫌疑犯。27日確認兇手自戕身亡並尋獲遺體。卡德同时也是一名是美国陆军预备役一级军士，于2002年12月入伍。陆军发言人表示，卡德是预备役成员，但并没有实际部署。
卡德曾就读于鲍登中央学校，后升入位于托普沙姆的亚拉特山高中。2001年毕业后在缅因大学攻读工程学至2004年，其并没有完成学业。在2023年之前，卡德在执法部门的唯一记录是2007年的一次酒驾被捕并认罪，以及2001年和2002年的两次超速指控。
早在2023年7月16日，曾在西点军校与嫌犯一起受训的军人称，他们注意到嫌犯行为异常，并请求执法部门介入。纽约州警方接到报告后将其送往凯勒陆军社区医院（Keller Army Community Hospital），进行为期两周的医疗评估。嫌疑人的嫂子表示，嫌疑人大约是在佩戴“高功率助听器”时开始出现幻听。在听到他人说话时会让他感到被羞辱。

## 反應

### 緬因州刘易斯顿市長
在枪击事件造成至少18人死亡、50至60人受伤后，刘易斯顿市长卡尔-谢林（Carl Sheline）表示，他“为我们的城市和人民感到心碎”。

### 美國總統
乔·拜登总统在2023年10月25日的一份声明中称缅因州路易斯顿发生的事件是“又一起毫无意义的悲剧性大规模枪击事件”（yet another senseless and tragic mass shooting），并敦促共和党议员“履行保护美国人民的职责”，努力制定枪支法律。10月26日，他下令降半旗五天，以“表达对缅因州路易斯顿市无谓暴力行为受害者的敬意”（a mark of respect for the victims of the senseless acts of violence perpetrated in Lewiston, Maine）。